# Martin Nejedlý
Martin Nejedlý (* 7. července 1966 Kunovice) je český podnikatel a politik, v letech 2010 až 2018 místopředseda Strany Práv Občanů (z toho mezi lety 2013 a 2014 první místopředseda). Byl spoluvlastníkem a jednatelem společnosti LUKOIL Aviation Czech.

## Sport
Nejprve se prosadil jako volejbalista, v roce 1990 se stal mistrem Československa v dresu Zbrojovky Brno a poté hrál v Německu. Kvůli sportovnímu angažmá profesionálního volejbalisty v Německu nedokončil studium na Pedagogické fakultě Univerzity Jana Evangelisty Purkyně v Brně.

## Podnikatelské aktivity
Od 90. let 20. století podniká po celé Evropě, dlouhodobě působil v Rusku (mimo jiné obchodoval s automobily mezi Německem a Ruskem). Do České republiky se vrátil na přelomu roku 2000. V říjnu 2002 založil akciovou společnost ENE INVESTMENT, ve které zastává post předsedy představenstva. Všechny vydané akcie jsou listinné na majitele. V srpnu 2007 se dohodl s nadnárodní ropnou společnosti LUKOIL na založení společnosti LUKOIL Aviation Czech, ve které působil jako jednatel. LUKOIL Aviation Czech, ve která měla ENE INVESTMENT 40 % podíl, dodávala letecké palivo Českým aeroliniím a řadě dalších společností operujících z letišť v Praze-Ruzyni a Ostravě-Mošnově. V souvislosti s tím Správa státních hmotných rezerv vymáhala po společnosti LUKOIL Aviation Czech smluvní pokutu ve výši 27 milionů Kč za nevrácený letecký petrolej. V červnu 2015 firma Lukoil Aviation Czech soud se Správou státních hmotných rezerv prohrála, a přestože se proti rozsudku hodlá odvolat, vstoupila do likvidace.

## Politické působení
Členem Strany Práv Občanů byl od jejího založení v roce 2010. Za tuto stranu neúspěšně vedl kandidátku v komunálních volbách v roce 2010 v Kunovicích, SPOZ totiž získala jen 4,34 % hlasů a do zastupitelstva města se nedostala.
V listopadu 2010 byl na mimořádném sjezdu SPOZ v Praze zvolen místopředsedou strany pro ekonomiku a na sjezdu v březnu 2013 opět v Praze pak prvním místopředsedou strany.
Byl členem volebního výboru prezidentské kampaně Miloše Zemana pro volby v roce 2013. V této souvislosti se spekulovalo o možném financování Zemanovy kampaně Lukoilem, což dotčení vyvraceli. Roku 2013 také dostal diplomatický pas.
Na konci března 2014 byl zvolen na mimořádném sjezdu v Praze místopředsedou Strany Práv Občanů pro ekonomiku. V únoru 2017 obhájil na sjezdu SPO post místopředsedy strany. Post zastával do mimořádného sjezdu SPO v březnu 2018, kdy z vedení strany odešel.
V roce 2014 se Martin Nejedlý stal externím poradcem prezidenta, disponuje třemi místnostmi na Pražském hradě. Protože oficiálně nezastává žádnou funkci, nevyžaduje bezpečnostní prověrku. Přitom není známo, kde a co vystudoval, v jakých oborech podnikal, v jaké pozici ani u jaké firmy působil na své misi v Rusku. Nevyjasněnou roli Martina Nejedlého na pražském Hradě považovaly britské a americké tajné služby za současné největší riziko z hlediska šíření ruského vlivu na území ČR. Nejedlý až do října 2021 disponoval diplomatickým pasem, který mu vydal někdejší ministr zahraničí v úřednických vládách Jana Fischera a Jiřího Rusnoka, poradce prezidenta Zemana a předseda Správní rady New Silk Road Institute Prague Jan Kohout.
Nejedlý sám u soudu uvedl, že má přátelské vztahy s Miroslavem Peltou. Podle policejních odposlechů Pelta pro Nejedlého ovlivňoval přidělování dotací pro sport.
Na přelomu let 2022 a 2023 zanikla celá strana SPOZ, tím pádem přestal být jejím členem a stal se z něj nestraník.